# 胡光遠
胡光远，元朝太平（今安徽省当涂县）人。
胡光远的母亲去世后，他在墓侧搭建草庐居住。一天晚上，梦到母亲想吃鱼，早晨起来号哭上天，将要求得鱼来祭祀母亲，忽然看见生鱼五尾列于墓前，都有齿痕。邻里惊异，正在聚在一起观看，有水獭从草中出来，浮水而去。众人才知道是水獭所献。把这个情况告知官府，其家门获得旌表。